# Клішня

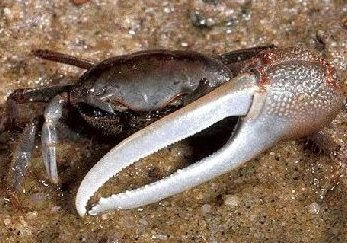
Uca pugnax, як і інші члени родини Ocypodidae, мають клешні різної величини: велику ліву й маленьку праву.

Клішня́, також кле́шня́ (лат. chela) — це хапальний орган на кінцівках деяких членистоногих. Українська назва, очевидно, походить від д.-рус. *клѣщьня (пов'язаного з «кліщі»). Латинська назва походить від грец. χηλή, від якої утворене й слово «хеліцери».
При утворенні клішень відбувається розширення передостаннього членика ноги (або щелепи), який сильно подовжується з одного боку, а останній членик, рухливо зчленований з передостаннім, теж подовжується і отримує здатність пригинатися до виросту передостаннього. Таким чином два останніх членики утворюють на кінці ноги або щелепи щипці, здебільшого озброєні кігтиками.
Найпоширеніші клішні у ракоподібних, де можна простежити всілякі переходи від випадку, коли останній членик просто гнеться до розширеного передостаннього, до випадку, коли зустрічається типова клішня (як, наприклад, у річкового рака) у вигляді щипців. Передостанній членик містить сильні м'язи, що приводять його в рух. Крім ракоподібних, клішні поширені серед павукоподібних (наприклад, у скорпіонів, сольпуг, псевдоскорпіонів) і морських павуків. Клішня служить для утримання здобичі, розривання її, для захисту від ворогів і очищення тіла.